# Business process outsourcing
La subcontratación de procesos de negocios o externalización de procesos de negocio —del inglés business process outsourcing (BPO)— es la subcontratación de funciones del proceso de negocio en proveedores de servicios, ya sea internos o externos a la empresa, que se suponen menos costosos o más eficientes y eficaces.
Las tecnologías de la información y la comunicación (TIC) han permitido que parte del trabajo de las empresas se pueda desarrollar en diferentes lugares, y más aún, que sea hecho por otras empresas especializadas, generalmente a un coste menor o con mayor eficiencia.
Podemos entender la  externalización de procesos de negocio como el concepto de la asignación de mano de obra y entidades especializadas para realizar tareas específicas dentro de la organización al tiempo que garantiza los niveles de calidad de servicio, aumentando la productividad en  funciones administrativas  y la  reducción de los costos.

## Funciones
Actualmente, muchas de las funciones comunes de las empresas se externalizan, de modo que esta se pueda concentrar en su negocio y la estrategia. 
Comúnmente, para la atención al cliente se contrata a una empresa especializada en recibir y realizar llamadas telefónicas (centros de contacto o de llamadas —call center). 
Otra área que comúnmente se delega en un tercero es la administración de recursos humanos (RRHH), para liquidaciones de sueldos, contratación y selección de personal, entre otras actividades. 
Otras áreas de la empresa que son susceptibles de tercerización son la contabilidad y gestión de tesorería, y la administración de la tecnología.

## Principales áreas objeto de BPO
Algunas grandes consultoras ofrecen diversos servicios de BPO a grandes empresas. Las áreas del BPO que tradicionalmente han obtenido una mayor demanda y desarrollo son: 
- BPO de Administración y Finanzas: Incluye el análisis financiero, reporte y planeamiento financiero, contabilidad gerencial, gestión de tesorería y caja, pago y recibo de cuentas, administración de riesgos e impuestos.
- BPO Bancario: Incluye el procesamiento de transacciones, gestión y análisis de datos financieros, cumplimiento de las regulaciones locales e internacionales, administración de cuentas, procesamiento de documentos y otros servicios administrativos.
- BPO de los RRHH.
- BPO de las TIC.